# Sacrifice (album de Saxon)
Pour les articles homonymes, voir Sacrifice.
Albums de Saxon
Call to Arms
(2011) Battering Ram
(2015)
Sacrifice est le 20e album studio du groupe britannique heavy metal anglais Saxon, sorti le 1er mars 2013 (4 mars au Royaume-Uni, le 26 mars aux USA). Cet album a été particulièrement bien reçu par la critique...

## Sacrifice
Musiques de Biff Byford, Paul Quinn, Nigel Glockler, Doug Scarratt, Nibbs Carter - Paroles de Biff Byford
| No  | Titre                                 | Auteur | Durée |
| --- | ------------------------------------- | ------ | ----- |
| 1.  | Procession                            |        | 1:45  |
| 2.  | Sacrifice                             |        | 3:58  |
| 3.  | Made in Belfast                       |        | 4:34  |
| 4.  | Warriors of the Road                  |        | 3:34  |
| 5.  | Guardians of the Tomb                 |        | 4:47  |
| 6.  | Stand up and Fight                    |        | 4:02  |
| 7.  | Walking the Steel                     |        | 4:24  |
| 8.  | Night of the Wolf                     |        | 4:20  |
| 9.  | Wheels of Terror                      |        | 4:23  |
| 10. | Standing in a Queue                   |        | 3:36  |
| 11. | Luck of the Draw (iTunes bonus track) |        | 3:20  |

## Musiciens
- Biff Byford (chant)
- Paul Quinn (guitare)
- Nigel Glockler (batterie, claviers)
- Doug Scarratt (guitares)
- Nibbs Carter (basse)

Invités
- Toby Jepson (chœurs "Warriors of the Road")
- Jackie Lehmann (chœurs "Guardians of the Tomb")

## Crédits
- Produit par Peter Biff Byford
- Réalisé par Jackie Lehmann, assisté de Toby Jepson pour la batterie, au LS Live Studio (South Kirkby, Wakefield)
- Mixé et gravé par Andy Sneap aux Backstage Studios Derbyshire.
- Pochette : Biff Byford (concept), Paul Raymond Gregory (artwork), Kai Swillus (booklet artwork, photos)
- Management : Thomas Jensen